# Brotfruchtbaum

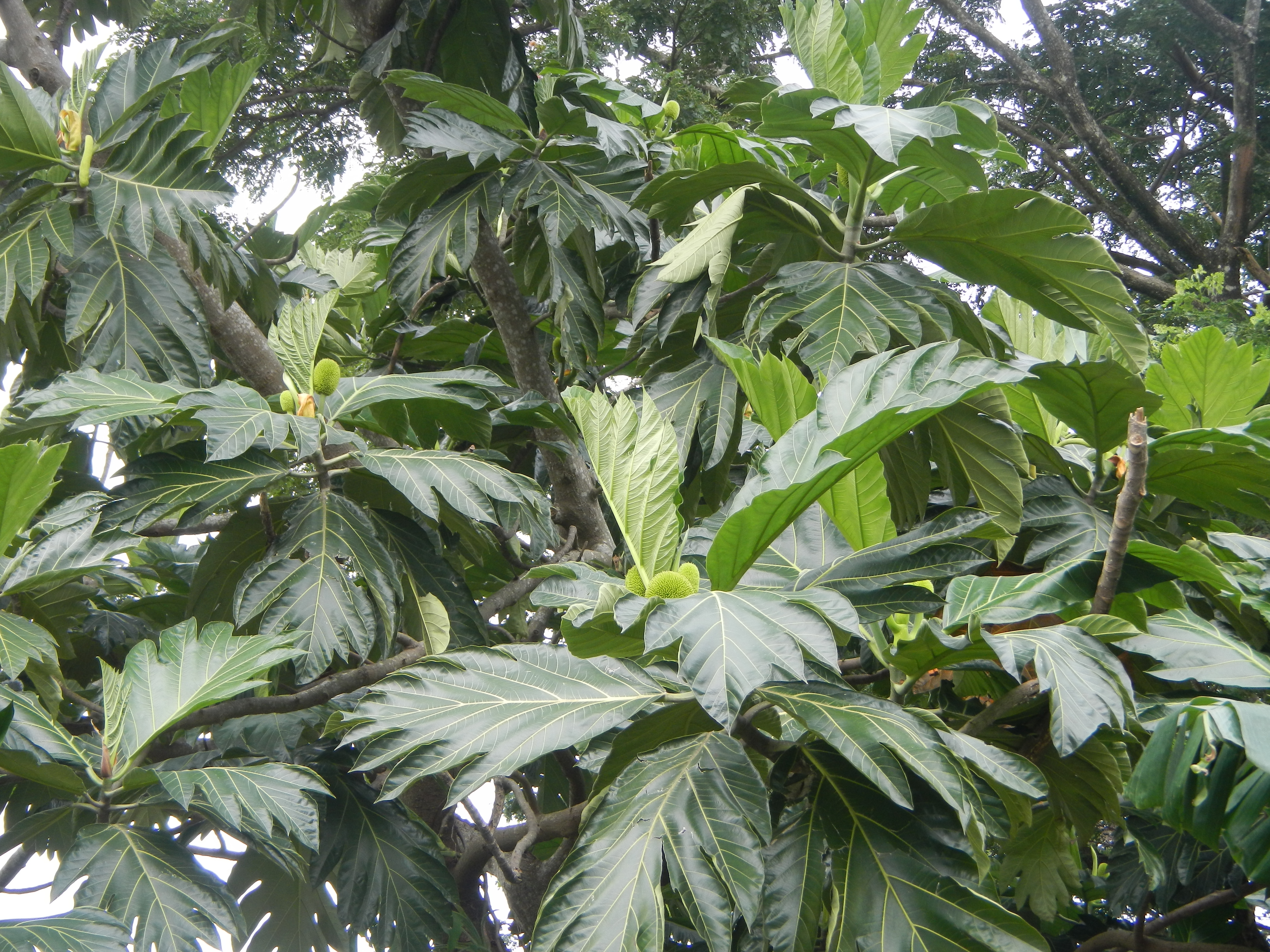
Blätter

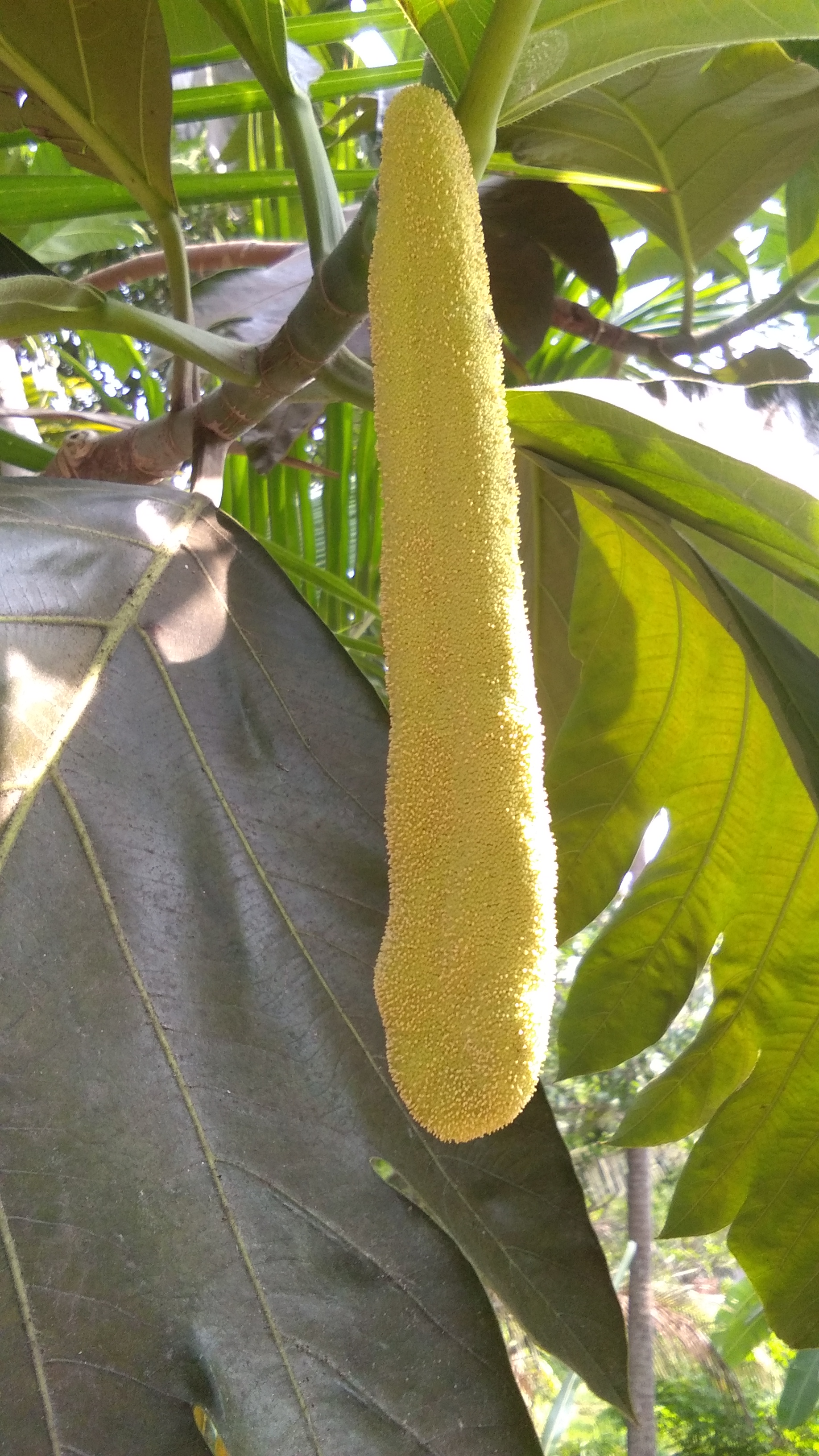
Männlicher Blütenstand

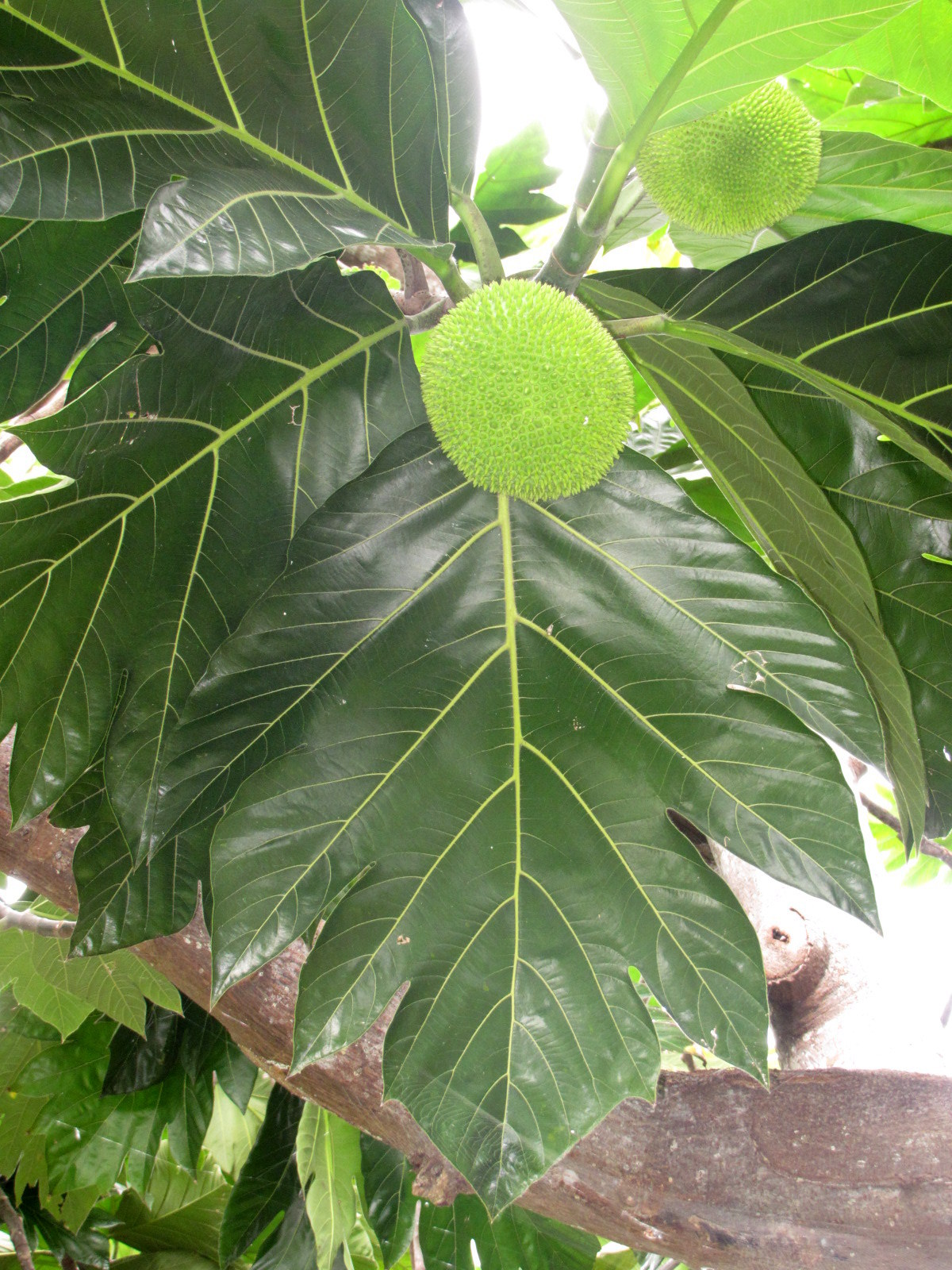
Weiblicher Blütenstand

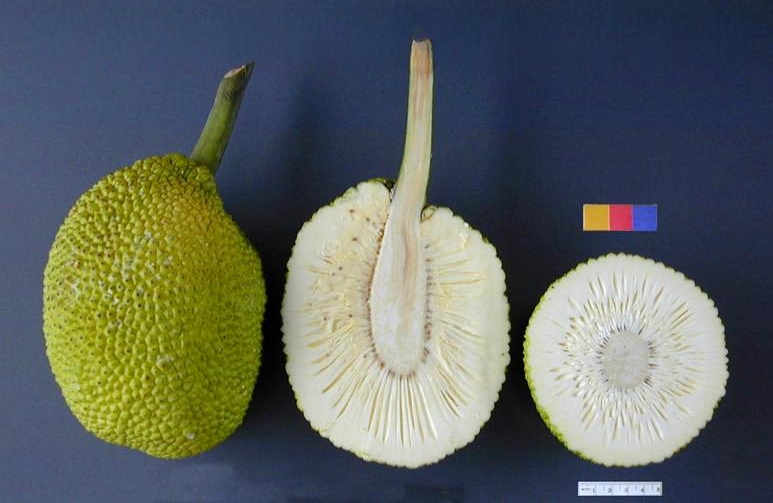
Die Brotfrucht

Der Brotfruchtbaum (Artocarpus altilis (Parkinson) Fosberg; Synonym: Artocarpus communis J.R.Forst. & G.Forst., Artocarpus incisus (Thunb.) L.f.) ist ein tropischer immergrüner Baum, der zur Familie der Maulbeergewächse (Moraceae) gehört. Der ursprünglich im tropischen Südostasien beheimatete Baum wird heute in Asien, Afrika, auf Hawaii (hawaiisch: ʻulu), in Mittelamerika, Brasilien und in der Karibik als Nutzpflanze angebaut.

## Beschreibung

### Der Baum
Der immergrüne Brotfruchtbaum ist ein mittelgroßer, bis zu 20–30 Meter hoher und breitkroniger Baum. Gelegentlich entwickeln sich an der Stammbasis Brettwurzeln. Der Durchmesser des graubraunen Stammes erreicht 60 bis 100 Zentimeter oder mehr.
Die ganze Pflanze führt einen hautreizenden, milchigen Saft. Aus diesem Grund werden die Früchte oft mit langen Stangen abgebrochen.

### Blätter, Blüten und Früchte
Der Brotfruchtbaum bildet sehr große, wechselständige, schraubige und ledrige, kurz gestielte, fast kahle, leicht schuppige Laubblätter aus. Der dicke Blattstiel ist bis zu 7 Zentimeter lang. Die vielgestaltigen, im Umriss eiförmigen, normal bis 30–60 (bis 90) Zentimeter langen, ledrigen, unterseits auf den Adern etwas behaarten Blätter sind ganz oder gelappt bis geteilt und teils schnittig. Sie befinden sich meist am Ende langer Zweige. An der Spitze oder an den Lappen sind sie spitz. Die langen, stängelumfassenden und behaarten Nebenblätter sind abfallend.
Der einhäusige, monözische Brotfruchtbaum trägt getrennt männliche und weibliche Blütenstände, aus denen sich bis zu drei Ernten im Jahr entwickeln, die jeweils bis zu 50 Fruchtstände liefern. Der Baum bleibt bis zu 70 Jahre ertragreich. Die gelben männlichen Blüten stehen in langen, keulenförmigen Kolben, die grünen weiblichen in Köpfchen. In den Blütenständen sitzen jeweils hunderte bis tausende sehr kleine Blüten. Die männlichen Blüten besitzen ein zwei- bis vierteiliges, röhriges Perianth und nur ein leicht vorstehendes Staubblatt, sie sind meist von kleinen Deckblättern umgeben. Die weiblichen Blüten sitzen auf dem fleischigen, schwammigen Blütenboden und besitzen ein röhriges, verwachsenes Perianth und vorstehende Narben oder Narbenäste.
Seine grünen, bei Reife gelbgrün bis grünbraun gefärbten, bis zu 6 kg schweren, rundlichen bis ellipsoiden oder eiförmigen, polygonal-warzigen „Früchte“ mit einem Durchmesser von etwa 15 bis 30 cm – tatsächlich sind es Fruchtverbände – mit weißem Fruchtfleisch dienen vor allem in Asien als Grundnahrungsmittel. Die Früchte enthalten bis zu 22 % Stärke und 1–2 % Eiweiß. Die vielen Samen sind, wenn vorhanden, bis 2–3 Zentimeter groß oder es sind in den samenlosen Früchten sehr kleine, unfruchtbare Samen ausgebildet. Die unterschiedlichen Pflanzen mit (Artocarpus camansi Blanco, Breadnut) und ohne (Artocarpus altilis (Parkinson) Fosberg, Breadfruit) Samen werden teils als verschiedene Arten aufgefasst, allerdings ist es noch nicht genau geklärt. Hier wird Artocarpus camansi als Synonym von Artocarpus altilis angesehen.

### Vermehrung
Der Brotfruchtbaum wird hauptsächlich durch Samen vermehrt, die samenlosen Varianten hingegen durch die Verpflanzung von Wurzelschösslingen, die von den Oberflächenwurzeln des Baumes her wachsen. Die Wurzeln können absichtlich verletzt werden, um das Herausbilden von Schösslingen zu induzieren, die dann von der Wurzel getrennt und in einen Topf oder direkt in den Boden gepflanzt werden. Auch Beschnitt induziert das Wachstum von Schösslingen. Abgeschnittene Schösslinge werden in Plastiktüten mit einer Mischung aus Boden, Torf und Sand gelegt und im Schatten gehalten, während sie mit flüssigem Dünger angefeuchtet werden. Sobald die Schösslinge Wurzeln entwickelt haben, werden sie bis zum Verpflanzen in die Plantage der vollen Sonne ausgesetzt.
Für die Vermehrung in Mengen werden Wurzelschnitte bevorzugt, wobei die Segmente etwa 10 cm dick und 20 cm lang sind. Die Entwicklung von eigenen Wurzeln kann bis zu 5 Monate dauern, wobei die jungen Bäume zum Pflanzen bereit sind, wenn sie 60 Zentimeter hoch sind.

### Chromosomenzahl
Die Chromosomenzahl beträgt 2n = 56 oder 84.

## Verbreitung

### Ursprüngliche Verbreitungsgebiete und erste Verbreitung
Der Brotfruchtbaum ist ursprünglich in Polynesien beheimatet und wurde vermutlich bereits im 12. Jahrhundert durch Menschen über den natürlichen Verbreitungsraum hinaus verbreitet (Hemerochorie). Der Baum gelangte vermutlich in diesem Zeitraum von Samoa nach Hawaii.

### Einführung der Brotfrucht in die Karibik
Die Plantagenbesitzer in der Karibik waren an der Brotfrucht als billige Nahrung für ihre Sklaven interessiert. Mit dem Ausbruch des amerikanischen Unabhängigkeitskrieges waren die Getreidelieferungen aus Nordamerika unterbrochen. Zusätzlich vernichteten Wirbelstürme und anschließende Dürren die Ernte an Kochbananen und führten zu Hungersnöte bei den Sklaven, wenn auch nicht bei deren Eigentümern. Nach Bryan Edward war Jamaika 1780, 1781, 1784, 1785 und 1786 von Wirbelstürmen betroffen und zwischen 1780 und 1787 verhungerten 15.000 Sklaven.
John Ellis, Mitglied der Royal Society in London und Agent für Domenica besuchte den neu eingerichteten botanischen Garten auf St. Vincent und bot seine Hilfe an. 1770 publizierte er eine Abhandlung über die Verpackung und Pflege exotischer Pflanzen während des Seetransports. 1775 setzte die Royal Society in London eine Goldmedaille für die Einfuhr von sechts Brotfruchtpflanzen in die Karibik aus. John Ellis publizierte eine Abhandlung über den Nutzen der Brotfrucht und anderer exotischer Pflanzen. 1775 wurde auch in Jamaika in Bath auf der Ebene von Liguanea (heute Gordon Town) ein botanischer Garten angelegt, ab 1777 geleitet von Dr. Thomas Clarke aus England, der zahlreiche Pflanzen aus Kew mitbrachte. 1775 versuchte das Committee of West Indian Planters and Merchants einen Kapitän anzuheuern, um Brotfruchtpflanzen einzuführen, aber ohne Erfolg. Danach setzen sich einige jamaikanische Plantagenbesitzer, darunter Matthew Wallen and Hinton East, mit Joseph Banks in Verbindung, und dieser scheint Georg III. bewogen zu haben, die Marine zu diesem Zweck einzusetzen. Banks übernahm die Planung der Reise. Der jamaikanische Pflanzer Duncan Campbell scheint Blight als Leiter empfohlen zu haben.
Kapitänleutnant William Bligh bekam so 1787 den Auftrag, Stecklinge des Brotfruchtbaums von Tahiti und zu den Westindischen Inseln zu bringen, Blight sammelte sowohl Varietäten mit als auch ohne Samen, die Sorten ‘Appeere’, ‘Awanna’, ‘Eroroo’, ‘Mire’, ‘Oree’, ‘Patteah’ ‘Powerro und ‘Rowdeeah'. Nach der Meuterei auf der Bounty wurden die Töpfe mit den Stecklingen über Bord geworfen.
Später erhielt Bligh, inzwischen Kapitän, ein zweites Kommando mit demselben Auftrag. Er legte im August 1791 mit der Schaluppe HMS Providence in Portsmouth ab und fuhr wiederum nach Tahiti und Timor, begleitet von Lieutenant Nathaniel Portlock auf der HMS Assistant (27 Mann Besatzung). Die Providence war wesentlich größer als die Bounty, mit einer Besatzung von 134 Mann, darunter 23 Offiziere, und sie hatte 20 Seesoldaten an Bord. Zwei Botaniker, Christopher Smith, der später im botanischen Garten von Kalkutta arbeitete, und James Wiles begleiteten die Expedition. Über Teneriffa, Kapstadt und Tasmanien erreichten die beiden Schiffeam 9. April 1792 Matavai Bay auf Tahiti (Otaheite). Am 17. April begann man, die Brotfruchtableger in Töpfe zu pflanzen, am 19. Juli verließen die Schiffe die Insel wieder. Nach dem Seekadetten Matthew Flinders hatten sie 1150 Gefäße mit Brotfruchtpflanzen an Bord, zusammen mit weiteren Pflanzen von der Insel, insgesamt 2000 Pflanzen in 1286 Töpfen, darunter vier Töpfe mit „Van Dieman's Plants“, also vermutlich aus Tasmanien. Über die Hälfte der Pflanzen ging während der Reise ein, sie waren sehr empfindlich gegen Seewasser. Als sie in Coupang auf Timor angekommen waren, hatten sie bereits 224 Brotfruchtpflanzen verloren. Sie sammelten daher einige einheimische Pflanzen und die Brotfruchtableger von Timor wuchsen in der Folge besser als die von Tahiti. Auf der Reise zwischen Timor und St. Helena gingen 272 weitere Pflanzen ein. Blight übergab dem Gouverneur von St. Helena, Lt.-Col. Robert Brooke 10 Brotfruchtpflanzen, sie wurden in Plantation House und James's Valley gepflanzt.
Die Providence brachte  1.245 oder 1.390 Pflanzen, darunter acht Unterarten der Brotfrucht nach Jamaika und St. Vincent, wo sie am 23. Januar 1793 in Kingstown landete. 559 Pflanzen, darunter 331 Brotfruchtbäume wurden auf St. Vincent entladen und von schwarzen Sklaven an Land gebracht. Von St. Vincent aus wurden die Pflanzen weiter verteilt. 50 Brotfruchtbäume wurden im Juni 1793 im Botanischen Garten von St. Vincent gepflanzt, viele waren allerdings in keinem guten Zustand, insgesamt sechs Arten ohne Samen. Im Botanischen Garten der Insel wächst noch heute ein Ableger eines der Original-Bäume. Bereits im  Oktober 1794 trugen einige davon Früchte, der Rest im März 1795. Fast die Hälfte der Setzlinge landeten auf Jamaika, wo die Providence am 10. Februar 1793 in Port Royal anlegte. James Wiles, einer der beiden Botaniker auf der Providence blieb zu ihrer Pflege zurück. Der bestehende Botanische Garten erwies sich allerdings als zu klein. Die Bäume wurden meist auf schlechten Land angebaut, die guten Böden waren dem Zuckerrohr vorbehalten. Allerdings akzeptierten die Sklaven die neue Nahrung nicht als Ersatz für ihr gewohntes Getreide.
Von Jamaika aus wurde der Baum bis Mittelamerika und ins nördliche Südamerika verbreitet. Französische Forscher brachten in den 1790er Jahren Brotfrucht von Tonga in die Karibik.
Wissenschaftler aus dem Chicago Botanic Garden haben DNA-Proben von verschiedenen Brotfruchtbäumen in der Karibik und Ozeanien genommen und sie miteinander verglichen, um die Herkunft der Bäume in der Karibik zu bestimmen. Sie fanden heraus, dass die karibischen Bäume von Tahiti und Timor stammten, und konnten die von Bligh importierten Brotfruchtbaumsorten bestimmen.

## Inhaltsstoffe

### Frucht
Die Früchte werden roh oder gekocht sowie auch fermentiert gegessen.
Die Früchte enthalten bis zu 68 % Wasser, 22 % Stärke, 4,9 % Faserstoffe, 1–2 % Eiweiß und 0,2 % Fett.
Dazu kommen u. a. auf 100 g: 21 mg Vitamin C, 490 mg Kalium, 31 mg Kalzium, 36 mg Phosphor und 25 mg Magnesium.

### Mehl
Das aus dem getrockneten Fruchtfleisch gewonnene Mehl, mit seinem mit Getreide vergleichbaren sehr hohen Energiegehalt, enthält unter anderem bis zu 75 % Stärke, bis zu 31 % Zucker, bis zu 5 % Eiweiß und bis zu knapp 2 % Fett.

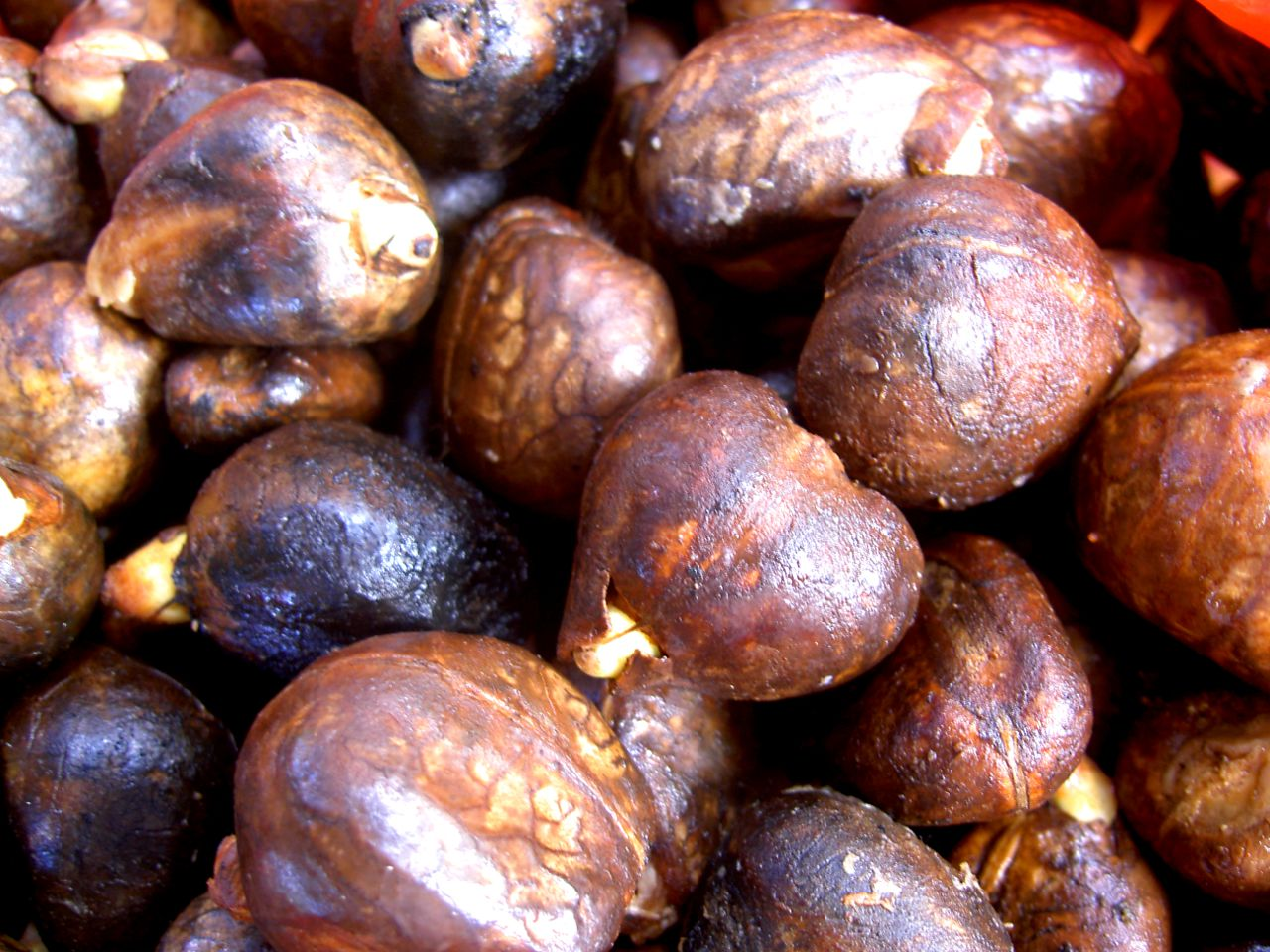
Samen

Auch die Samen sind essbar, so wie die männlichen Blütenstände.

## Verwendung
Als Lebensmittel wird die Brotfrucht vor allem in Polynesien, der Karibik, in Südindien und Sri Lanka verwendet.
Die Brotfrucht wird noch grün geerntet, wird nach der Reife goldgelb und hat dann einen strengen, süßen Geschmack. Gekochte unreife Früchte werden als Gemüse oder Mus verzehrt. Die Verwendung ist ähnlich vielfältig wie bei Kartoffeln; man kann sie nach den gleichen Rezepten frittieren, zu Salaten verarbeiten und so weiter. Bei Vollreife wird die Frucht weich und süßer und kann auch roh gegessen werden. Das Fruchtfleisch kann getrocknet und zu Mehl gemahlen werden. Die Frucht mancher Sorten enthält 16 bis 24 kastaniengroße Nussfrüchte, deren stärkehaltiger Samen nach dem Rösten zu Mehl gemahlen wird. Aus diesen Mehl lassen sich Brote backen.